# Comté de Fairfax
Pour les articles homonymes, voir Fairfax.
Le comté de Fairfax est un comté du Nord de l'État de Virginie. Selon le recensement des États-Unis de 2010, sa population est de  1 081 726 habitants ce qui en fait le comté le plus peuplé de Virginie (13,5 % de la population de l'État). Il appartient à l'agglomération de  Baltimore-Washington D.C.
Le comté a une superficie de 1 050 km2.

## Historique
En 1741, William Fairfax fut élu à la « Chambre des Bourgeois » de Virginie (House of Burgesses) et fit voter dès l'année suivante la loi portant partition du Comté de Prince William, qui se traduisit par la création du comté de Fairfax. Il fut par la suite président du tribunal et Lieutenant du comté.
Le comté doit son nom à Thomas Fairfax, 6e Lord Fairfax de Cameron (1693-1781), propriétaire de la contrée et cousin de William Fairfax. En 1757, le nord-ouest du comté de Fairfax a été érigé en nouveau comté (le comté de Loudoun), puis en 1789, une partie a été cédée au gouvernement fédéral pour former le comté d'Alexandria du district de Columbia. Le comté d'Alexandrie est retourné à la Virginie en 1846, rebaptisé comté d'Arlington en 1920, réduit en superficie par la création de la ville indépendante d'Alexandrie en 1870. Ultérieurement les villes de Falls Church en 1948 et Fairfax en 1961 sont devenues des villes indépendantes amputant à nouveau une partie du territoire du comté.

## Situation dans l'État
Le comté est entouré par :
- Le comté de Loudoun au nord-ouest
- Le comté de Prince William au sud-ouest
- Le comté de Charles de l'État du Maryland au sud
- Le comté du Prince George de l'État du Maryland au sud-est
- Le comté d'Arlington à l'est
- Le Comté de Montgomery de l'État du Maryland au nord-est

## Démographie
Le comté de Fairfax fait partie de la Région métropolitaine de Washington et de l'Aire métropolitaine de Baltimore-Washington.
C'est le comté le plus peuplé de l'État de Virginie et sa population représente 19,9 % de la région métropolitaine et 12,1 % de l'Aire métropolitaine (Washington-Baltimore). Son siège est situé dans la ville indépendante de Fairfax, totalement enclavée dans le périmètre du comté, mais conservant une administration autonome. Le comté est également contigu dans sa périphérie aux villes indépendantes de Falls Church, Alexandria et Manassas qui font également partie de la région et de l'aire métropolitaine.
Avec un revenu médian de plus de 108 000 dollars par ménage selon le Bureau du Recensement américain, c'est l'un des comtés les plus riches des États-Unis.